# راسل فان هورن
راسل فان هورن (بالإنجليزية: Russell van Horn)‏ (30 يوليو 1885 – 11 مارس 1970) هو ملاكم أمريكي راحل، مثّل بلاده في الألعاب الأولمبية الصيفية 1904.

## روابط خارجية
راسل فان هورن على موقع بوكس ريك (الإنجليزية) (registration required)
- راسل فان هورن على موقع اللجنة الأولمبية الدولية (الإنجليزية)
- راسل فان هورن على موقع أوليمبيديا (الإنجليزية)